# Municipio de Posey (condado de Harrison)
El municipio de Posey (en inglés: Posey Township) es un municipio ubicado en el condado de Harrison en el estado estadounidense de Indiana. En el año 2010 tenía una población de 2909 habitantes y una densidad poblacional de 28,32 personas por km².

## Geografía
El municipio de Posey se encuentra ubicado en las coordenadas 38°8′6″N 85°57′37″O / 38.13500, -85.96028. Según la Oficina del Censo de los Estados Unidos, el municipio tiene una superficie total de 102.74 km², de la cual 102.73 km² corresponden a tierra firme y (0%) 0 km² es agua.

## Demografía
Según el censo de 2010, había 2909 personas residiendo en el municipio de Posey. La densidad de población era de 28,32 hab./km². De los 2909 habitantes, el municipio de Posey estaba compuesto por el 97.8% blancos, el 0.24% eran afroamericanos, el 0.28% eran amerindios, el 0.31% eran asiáticos, el 0.03% eran isleños del Pacífico, el 0.28% eran de otras razas y el 1.07% pertenecían a dos o más razas. Del total de la población el 0.52% eran hispanos o latinos de cualquier raza.